# IC 104
IC 104 је двојна звијезда у сазвјежђу Кит која се налази на листи објеката дубоког неба у Индекс каталогу.
Деклинација објекта је - 1° 27' 21" а ректасцензија 1h 24m 33,4s.